# Aristotelia peduncularis
Aristotelia peduncularis là một loài thực vật có hoa trong họ Côm. Loài này được (Labill.) Hook.f. mô tả khoa học đầu tiên năm 1855.

## Hình ảnh

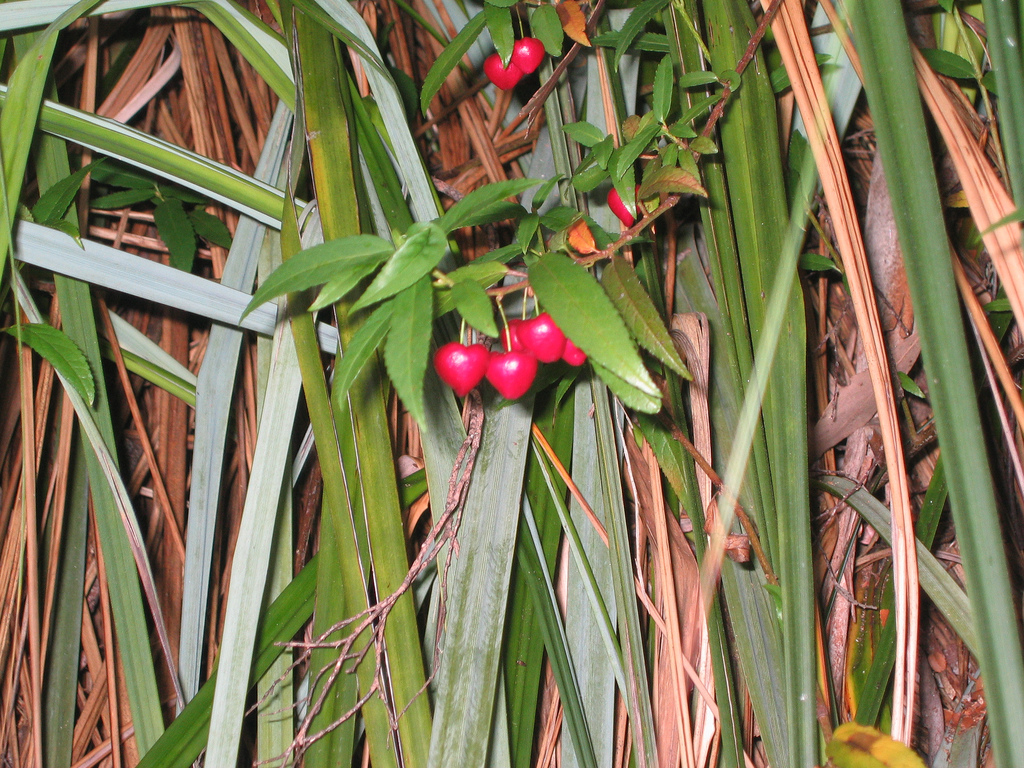